# Metropolitan Borough of Dudley
Dudley ist ein Metropolitan Borough im Metropolitan County West Midlands in England. Verwaltungssitz ist die gleichnamige Stadt Dudley, in der rund zwei Drittel der Bevölkerung lebt. Weitere bedeutende Orte im Bezirk sind Amblecote, Brierley Hill, Coseley, Halesowen, Kingswinford, Sedgley und Stourbridge.
Die Stadt Dudley war ursprünglich eine Exklave von Worcestershire, während die umliegenden Dörfer zu Staffordshire gehörten. Diese wurden jedoch 1966 eingemeindet und Dudley gelangte somit zur Grafschaft Staffordshire. Die heute bestehenden Grenzen des Bezirks wurden am 1. April 1974 im Zuge einer weit reichenden Kommunalreform festgelegt. Der ehemalige County Borough von Dudley wurde mit den Boroughs von Halesowen und Stourbridge fusioniert.
1986 wurde Dudley faktisch eine Unitary Authority, als die Zentralregierung die übergeordnete Verwaltung der Grafschaft West Midlands auflöste. Dudley blieb für zeremonielle Zwecke Teil von West Midlands, und auch für einzelne übergeordnete Aufgaben wie Polizei, Feuerwehr und öffentlicher Verkehr.

## Städtepartnerschaften
- Fort William, Schottland/UK
- Bremen, Deutschland